# Superman: The Man of Steel (revista em quadrinhos)
Superman: The Man of Steel é um título mensal publicado pela DC Comics entre os anos de 1991 e 2003 e estrelado por Superman. Tendo durado 136 edições, o título encerrou-se na edição #134, uma vez que em Outubro de 1994 lançou-se uma edição #0 e em Novembro de 1998, uma #1.000.000. Ambas eram relacionadas à crossovers que envolviam todo o Universo DC - Zero Hora e DC Um Milhão, respectivamente. O título começou a ser publicada para que Superman tivesse uma série diferente sendo publicada toda semana nos Estados Unidos.

## Publicação
A primeira edição do título foi escrita por Louise Simonson e foi desenhada por diversos artistas, como Jon Bogdanove, Tom Grummett, Bob McLeod, Dan Jurgens, Dennis Janke, Jerry Ordway e Brett Breeding. Entre os anos de 1992 e 1997, seis edições anuais do título foram publicadas, com cada uma dela sendo relacionada ao evento que a DC Comics estavam publicando em todos as edições anuais do respectivo ano. Elas foram:
1. (1992)- Eclipso: The Darkness Within
2. (1993)- Bloodlines
3. (1994)- Elseworlds
4. (1995)- Ano Um
5. (1996)- Legends of the Dead Earth
6. (1997)- Enredos inspirados por histórias pulp

### Edições notórias
- MOS #18: A primeira aparição do vilão Apocalipse.
- MOS #22: A primeira aparição de John Henry Irons, o super-herói Aço.
- MOS #50: Primeira edição do arco O Julgamento de Superman.
- MOS #75: Edição comemorativa, contendo uma história cômica intitulada A Morte de Mxyzptlk, uma paródia da Morte de Superman, publicada em Superman, vol. 2 #75.
- MOS #80-82: História em três partes, na qual Superman é teleportado para o ano de 1938, e são mostradas história do início da publicação do personagem, cujo enredo acaba levando a um confronto contra nazistas e a liberação do guerto de Warsaw. O desenhista Jon Bogdanove emulado o estilo do co-criado de Superman, Joe Shuster, para estas histórias.
- MOS #95: Todos os títulos do personagem foram reformuladas, numa re-estruturação capitaneada por Jeph Loeb. MOS passaria, então, a se centrar nos elementos da mitologia de Superman que mais pendessem para a ficção científica.